# Satyrus atlantica
Satyrus atlantica är en fjärilsart som beskrevs av Blachier 1908. Satyrus atlantica ingår i släktet Satyrus och familjen praktfjärilar. Inga underarter finns listade.